# Oberst Schwanes Gård
Oberst Schwanes Gård er en fredet bindingsværkbygning, der ligger på hjørnet af Kirkepladsen og Kirkestræde ud til Sankt Peders Kirke i Næstved i Sydsjælland. Den ligger lige ved siden af Næstved gamle Rådhus, der stammer fra middelalderen.
I gården findes et baghus, der ligeledes er i bindingsværk, men med noget usædvanlige hjørnestolper der går i to etager.

## Historie
Oberst Schwanes Gård blev opført i 1606 af en ukendt bygherre. Der blev bygget et fritliggende baghus i gården bag bygningen i 1668. Det er dog også levet foreslået, at det allerede blev bygget i 1575. Inden 1682 blev bygningen udvidet med yderligere seks fag mod vest. Nogenlunde samtidig blev et sidehus langs Kirkestræde bygget. I 1682 var bygningen ejet af rådmand Hinrich Lafrendtzen. I en brandtaksation fra 1736 nævnes det ar den vestre længe er fem fag langt og kun i ét stokværk. Oberst Schwane ejede bygningen omkring 1736-1741, og det er ham, der har lagt navn til gården. Hans enke boede her fra 1753-1761. En ekstra etage på denne del af bygningen blev sandsynligvis tilføjet i 1761. Fra dette år hørte der også en ladebygning til gården. Fra 1761 og frem til omkring 1800 var gården posthus.
I 1810 blev bygningen til en købmandsgård, hvilken den var de følgende ca. 50 år. I 1800-tallet blev forhuset ombygget, så porten til gården blev erstattet af en dør. Mellem 1827 og 1867 blev der tilføjet et fag, hvormed man lukkede af for at komme ind til gården bag bygningen. Ladebygningen blev købt af Næstved Kommune i 1852 og revet ned to år efter for at give plads til græsarealet foran Sankt Peders Kirke. Omkring 1870 stod gavlen mod Kirkestræde endnu i bindingsværk, men omkring 1890-1900 blev den grundmuret i stedet. I 1884-1885 blev bygningen restaureret. Da Hornemanns Gård, der lå ud mod Axeltorv og delte baggård med Oberst Schwanes Gård blev revet ned i 1899 fik de fritliggende sidehus lov at overleve. Fra midten af 1800-tallet blev bygningen ejet af forskellige personer og brugt af bl.a. en blikkenslager, buntmager og en hatteforretning.
Både hjørnehuset og baghuset blev fredet i 1919. I 1945 forestod arkitekten Johannes Tidemand-Dal en restaurering for en revisor ved navn Hulbæk. Fra 1964 til 1972 havde DSB Rejsebureau og turistinformationen til huse i sidehuset mod Kirkestræde.
I 2002-2005 blev bygningen atter restaureret, hvor der blev indrettet lejligheder i loftsetagen.

## Beskrivelse
Huset er opført i bindingsværk i to stokværk. Tavlerne er fyldt med mursten. Stenen stammer for en stor dels vedkommende fra det nedlagte gråbrødrekloster i byen. Sokkelen er gjort i tilhuggede syldsten. I den østligste del af stueetagen ud mod kirkepladsen findes en port der giver adgang til gården bagved. Over porten er teksten MDCVI indgraveret (romertal for 1606). Det er disse fem østlige fag, der er den ældste del af bygningen.
Mellem stueetagen og første sal er udskårne knægte. Alt træværket er rødmalet, mens tavlerne fremstår med de rå mursten. gavlen mod Kirkestræde er dog hvidmalet. Sadeltaget er valmet i den ene side.
Sidehuset langs Kirkestræde er opført på samme måde som hovedhuset. I stueetagen er indsat et stort butiksvindue. I alt har bygningen tre skorstene.
I gården står et smalt fritliggende baghus i to stokværk. Hjørnestolperne i bygningen er gennemgående i de to etager, hvilket er sjældent. Tavlerne er her fyldt ud med munkesten, og herefter gulkalkede. Sokkelen er råd marksten. Taget er i røde tegl, og afvalmet mod nabobygningen. Der er kun et enkelt vindue i stueetagen.